# Norrtälje gevärsfaktori

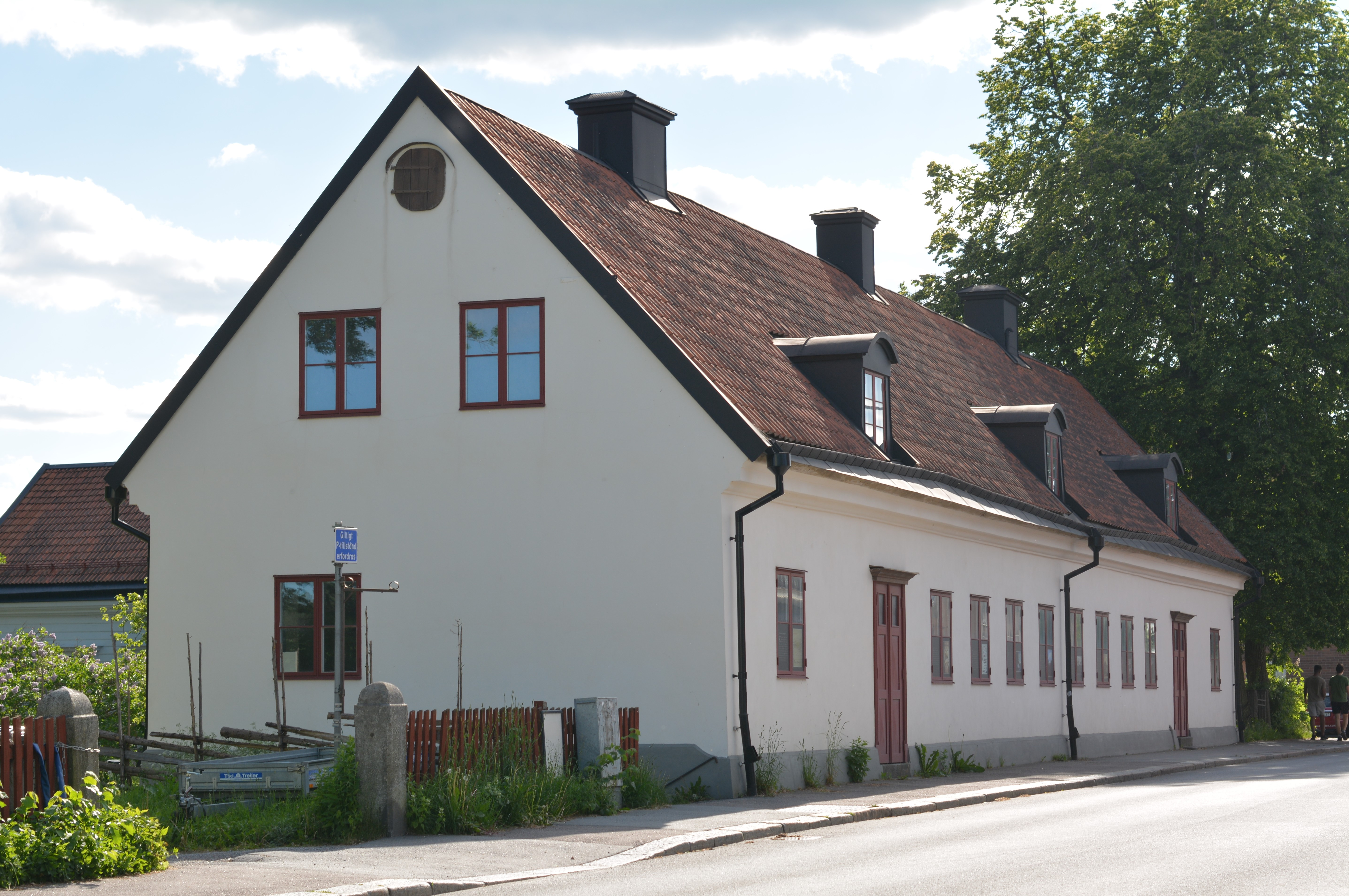
Fasad mot Hantverkargatan

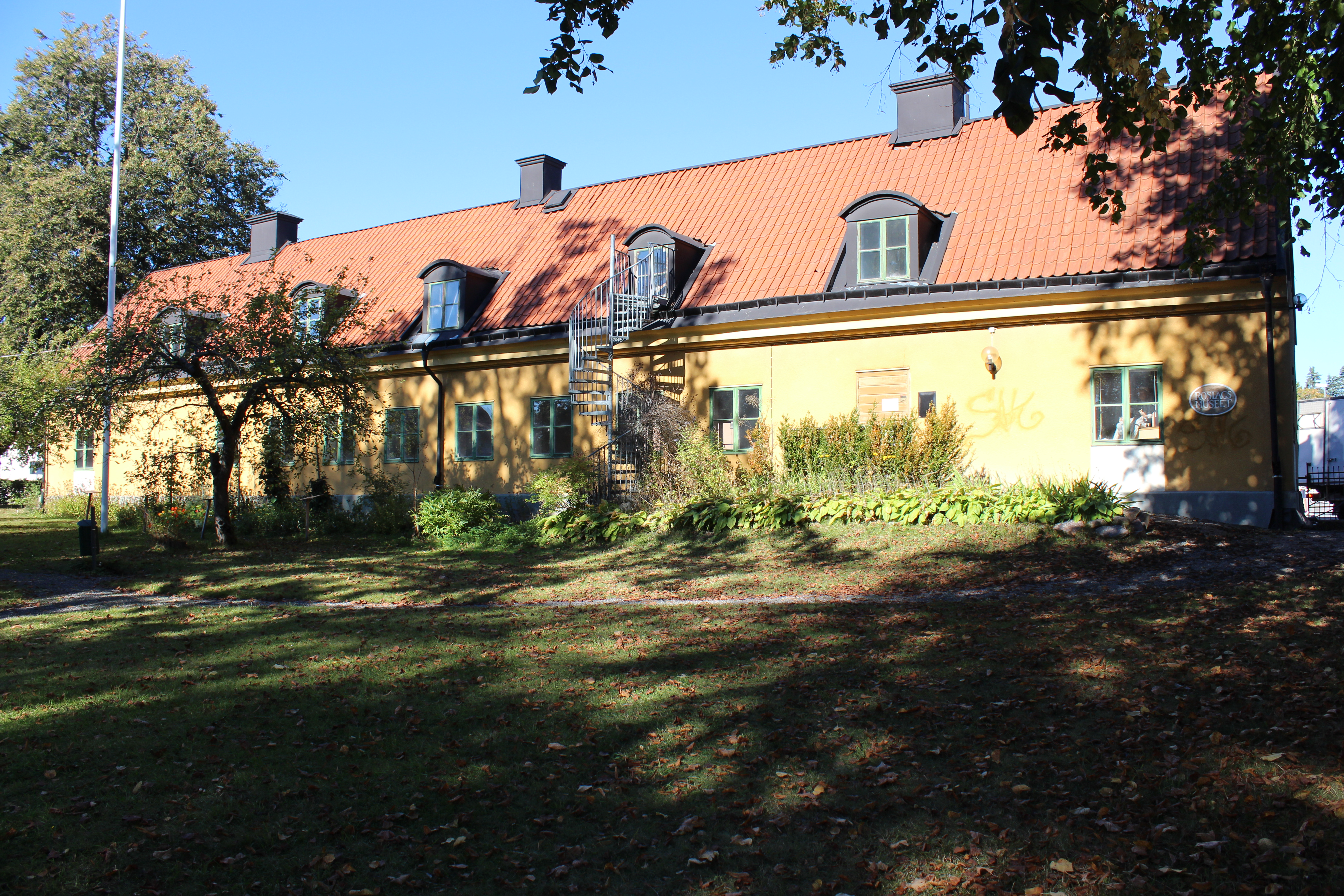
Fasad mot Engelska parken

Norrtälje gevärsfaktori grundades som ett statligt gevärsfaktori efter beslut av Gustav II Adolf på 1620-talet i samband med grundandet av staden Norrtälje 1622. 
När produktionen startades, hämtade vapensmeder från Tyskland. Dessa fick till en början burskap i staden, tills denna rättighet drogs in 1636. Vid rysshärjningarna 1719 brändes alla gevärsfaktoriets byggnader ned, förutom den mitt i Norrtäljeån placerade borrkvarnen. Uppbyggnaden gick långsamt, och först 1742 var – den i dag bevarade – smedjebyggnaden vid Hantverkaregatan klar. Faktoriområdet begränsades i norr av nuvarande Bangårdsgatan, i öster av Danskes och
Hogenskilts gränd, i söder av Norrtäljeån och i väster av Baldersgatan. 
Faktoriet privatiserades 1757. Det var under lång tid, fram till 1800-talets första hälft, den största och viktigaste industrin i Norrtälje. Vapentillverkningen lades ned under 1840-talets första år och till området förlades ett sågverk i anslutning till Kvarnholmen ett stycke nedströms i Norrtäljeån. Mellan 1922 och 2008 användes de bevarade lokalerna i låssmedjehuset av Roslagsmuseet. Huset stängdes för renovering 2008. Renoveringen avbröts 2010 på grund av kommunala besparingar.